# Maria Frankowska
Maria Frankowska z domu Karbowska (ur. 15 lipca 1906 w Bołogoje, zm. 17 września 1996 w Warszawie) – profesor etnologii, muzealniczka, jedna z najwybitniejszych badaczek i dydaktyków w tej dziedzinie w XX w. w Polsce.

## Życiorys
W 1929 zaczęła pracę jako asystentka w Instytucie Etnologii Uniwersytetu Poznańskiego (zajmowała się m.in. inwentaryzacją zbiorów w Muzeum Kaszubskim we Wdzydzach), a w 1931 uzyskała tam tytuł doktora filozofii w zakresie etnografii, etnologii i prehistorii na Wydziale Humanistycznym. W latach 1930–1939 była kustoszem w warszawskim Muzeum Etnograficznym (obecnie: Państwowe Muzeum Etnograficzne w Warszawie), opiekując się kolekcją indochińską. W 1945 roku przez kilka miesięcy pracowała jako kustosz w Muzeum Wielkopolskim  w Poznaniu (obecnie Muzeum Narodowe), by następnie powrócić do Warszawy, gdzie w latach 1963–1966 piastowała stanowisko kierownika Działu Pozaeuropejskiego w Państwowym Muzeum Etnograficznym w Warszawie. Kuratorem tego działu była w latach 1967–1976.
Od 1969 roku pracowała jako profesor na poznańskiej uczelni, a w latach 1954–1976 kierowała Pracownią Etnografii w Instytucie Kultury Materialnej PAN w Poznaniu.
Przez całe swoje zawodowe życie utrzymywała także silne związki z ośrodkami naukowymi w Polsce i Ameryce Łacińskiej. Instytucjonalnie związana była natomiast z kilkoma ważniejszymi placówkami, takimi jak: Państwowe Muzeum Etnograficzne w Warszawie, Katedra Etnografii UAM (obecnie Instytut Etnologii i Antropologii Kulturowej UAM w Poznaniu), Zakład Etnografii IHKM PAN w Warszawie (obecnie Zakład Etnologii IAiE PAN w Warszawie), Pracownia Etnografii (obecnie Pracownia Etnologii) IHKM PAN w Poznaniu.
Jednym z ważniejszych nurtów jej zainteresowań był stan muzealnictwa – w latach 1934–1938 realizowała studyjne wyjazdy i okresowe prace w muzeach Berlina, Madrytu, Lipska etc., angażowała się też w prace kilku ważniejszych muzeów polskich: przede wszystkim było to warszawskie Muzeum Etnograficzne w Warszawie/Państwowe Muzeum Etnograficzne w Warszawie, gdzie oprócz bycia kierownikiem i kuratorem, autorką katalogów i wystaw, była też członkinią Rady Muzealnej.
Jej zasługą są unikalne zbiory meksykańskie w polskich zbiorach muzealnych.
Zajmowała się etnologią Polski, Europy i Ameryki, prowadząc liczne, nierzadko pionierskie, badania naukowe i terenowe w kraju i zagranicą.
Wyróżniała się różnorodnością zainteresowań, bogactwem inicjatyw naukowych i przedsięwzięć organizacyjnych. Zapamiętana jako mentorka dla licznej grupy powojennych polskich etnologów.
Była twórczynią i redaktorką naukowego pisma etnologicznego, organu Instytutu Archeologii i Etnologii PAN, wydawanego od 1975 roku w językach obcych (hiszp., ang.) jako Ethnologia Polona.
Znana jest jako autorka wielu książek (m.in. Mitologia Azteków (1987), Aztekowie (1993)) i licznych artykułów naukowych oraz popularnonaukowych (np. La economia rural el Perú durante el ultimo periodo de la dominacion de los Incas y sus cambios despues de la conquista w czasopiśmie Wiadomości archeologiczne (1975)).
Jako jedna z pierwszych w kraju, zwróciła uwagę na rolę badań interdyscyplinarnych w humanistyce, inicjując m.in. interdyscyplinarne badania amerykanistyczne.
Córka Jana Karbowskiego.
Żona profesora Eugeniusza Frankowskiego.

## Upamiętnienie
Jest jedną z bohaterek wystawy „Etnografki, antropolożki, profesorki” w Państwowym Muzeum Etnograficznym w Warszawie (2022–2023). Jej teksty opublikowano w książce Żywe ogniwa. Wybór tekstów polskich etnografek (1888–1939). Wydawcą jest Państwowy Instytut Wydawniczy i Narodowy Instytut Muzealnictwa i Ochrony Zbiorów.